# Paràmetre d'escala
En la teoria de la probabilitat i estadística, el paràmetre d'escala és una classe especial de paràmetre numèric d'una família de paràmetres de distribucions probabilístiques. Com més gran sigui el paràmetre de l'escala, més àmplia serà la distribució.

## Definició
Si una família de distribucions de probabilitat és tal que existeix un paràmetre s (i un altre paràmetre θ) per al qual una funció de distribució acumulada satisfà
{\displaystyle F(x;s,\theta )=F(x/s;1,\theta ),\!}
llavors s és denominat «paràmetre d'escala», atès que la seva existència determina l' «escala» o «dispersió» d'una distribució de probabilitat. Si s és gran, la distribució serà més àmplia; si s és petita llavors la distribució estarà més concentrada.
Si la densitat de probabilitat existeix per a tots els valors d'un conjunt de paràmetres, llavors la densitat (només com una funció del paràmetre d'escala) satisfà
{\displaystyle f_{s}(x)=f(x/s)/s,\!}
on {\displaystyle f} és la densitat de la versió estandarditzada, és a dir, la densitat corresponent a {\displaystyle s=1}.
Un estimador d'un paràmetre d'escala s'anomena estimador d'escala.

### Manipulacions senzilles
Podem escriure {\displaystyle f_{s}} en termes de {\displaystyle g(x)=x/s}, de la següent manera:
{\displaystyle f_{s}(x)=f(x/s)\times 1/s=f(g(x))\times g'(x).\!}
Donat que f és una funció de densitat de probabilitat, s'integra a la unitat:
{\displaystyle 1=\int _{-\infty }^{\infty }f(x)\,dx=\int _{g(-\infty )}^{g(\infty )}f(x)\,dx.\!}
Per la regla de substitució del càlcul integral, llavors tindrem:
{\displaystyle 1=\int _{-\infty }^{\infty }f(g(x))\times g'(x)\,dx=\int _{-\infty }^{\infty }f_{s}(x)\,dx.\!}
Pel que {\displaystyle f_{s}} està adequadament normalitzada.

## Paràmetre de ràtio
Algunes famílies de distribucions fan servir un paràmetre de ràtio que és simplement la recíproca del paràmetre d'escala. Per exemple, una distribució exponencial amb paràmetre d'escala β i densitat de probabilitat
{\displaystyle f(x;\beta )={\frac {1}{\beta }}e^{-x/\beta },\;x\geq 0}
pot igualment ser expressada amb el paràmetre de ràtio λ de la següent manera
{\displaystyle f(x;\lambda )=\lambda e^{-\lambda x},\;x\geq 0.}

## Exemples
- La distribució normal té dos paràmetres: un paràmetre de localització {\displaystyle \mu } i un paràmetre d'escala {\displaystyle \sigma }. En la pràctica, la distribució normal és freqüentment parametritzada en termes d'una escala al quadrat {\displaystyle \sigma ^{2}}, el que correspon a la variància de la distribució.

- Normalment, la distribució gamma és parametritzada en termes de paràmetre d'escala {\displaystyle \theta }o la seva inversa.

- Casos especials de distribucions, on el paràmetre d'escala equival a la unitat, poden ser anomenats «estàndard» sota certes condicions. Per exemple, si el paràmetre de localització equival a 0 i el paràmetre d'escala equival a 1, la distribució normal és coneguda com a «distribució normal estàndard», i la distribució de Cauchy com a «distribució de Cauchy estàndard».

## Estimació
Es pot utilitzar una estadística per estimar un paràmetre d'escala sempre que:
- sigui de localització-invariant,
- escali linealment amb el paràmetre d'escala, i
- convergeixi mentre creix la mida de la mostra.

Diverses mesures de dispersió satisfan aquestes propietats. Per fer de l'estadística un estimador consistent del paràmetre d'escala, en general, cal multiplicar l'estadística per un factor d'escala constant. Aquest factor d'escala es defineix com el valor teòric del valor obtingut dividint el paràmetre d'escala requerit pel valor asimptòtic de l'estadística. Tingueu en compte que el factor d'escala depèn de la distribució en qüestió.
Per exemple, per utilitzar la desviació absoluta respecte a la mitjana (median absolute deviation, DAM) per estimar la desviació estàndard de la distribució normal, s'ha de multiplicar pel factor
{\displaystyle 1/\Phi ^{-1}(3/4)\approx 1,4826}
on Φ−1 és la funció quantil (la inversa de la funció de distribució acumulada) per a la distribució normal estàndard. És a dir, la DAM no és un estimador consistent per al desviament estàndard d'una distribució normal, però {\displaystyle 1,4826...*DAM} és un estimador consistent. De manera similar, la desviació absoluta respecte a la mitjana necessita ser multiplicada per aproximadament 1,2533 per ser un estimador consistent per al desviament estàndard. Diferents factors serien requerits per estimar la desviació estàndard si la població no seguís una distribució normal.